# Język kerinci
Język kerinci (lub kerinchi), także kinchai – język austronezyjski używany na wyspie Sumatra w Indonezji. Obszar jego użycia obejmuje kabupaten Kerinci w prowincji Jambi oraz kabupaten Solok Selatan w prowincji Sumatra Zachodnia. Ludność Kerinci zamieszkuje też inne zakątki Indonezji oraz Malezję.
Według danych Ethnologue posługuje się nim 285 tys. ludzi, z czego 260 tys. zamieszkuje Indonezję (2000). Jest silnie rozdrobniony dialektalnie. W 1988 r. wyróżniono sześć dialektów: sungai penuh, pondok tinggi, dusun baru, rawang, semurup, lempur.
Należy do grupy języków malajskich, w klasyfikacji Ethnologue stanowi część tzw. makrojęzyka malajskiego.
Do poł. lat 50. XX w. pozostawał bliżej nieopisany. Materiały poświęcone kerinci to m.in. opracowania gramatyczne (1981, 1988)  oraz dwujęzyczny słownik (1985).
Służy przede wszystkim jako język mówiony. Dawniej był zapisywany pismem rencong.